# Kathedraal van Santiago de Compostella

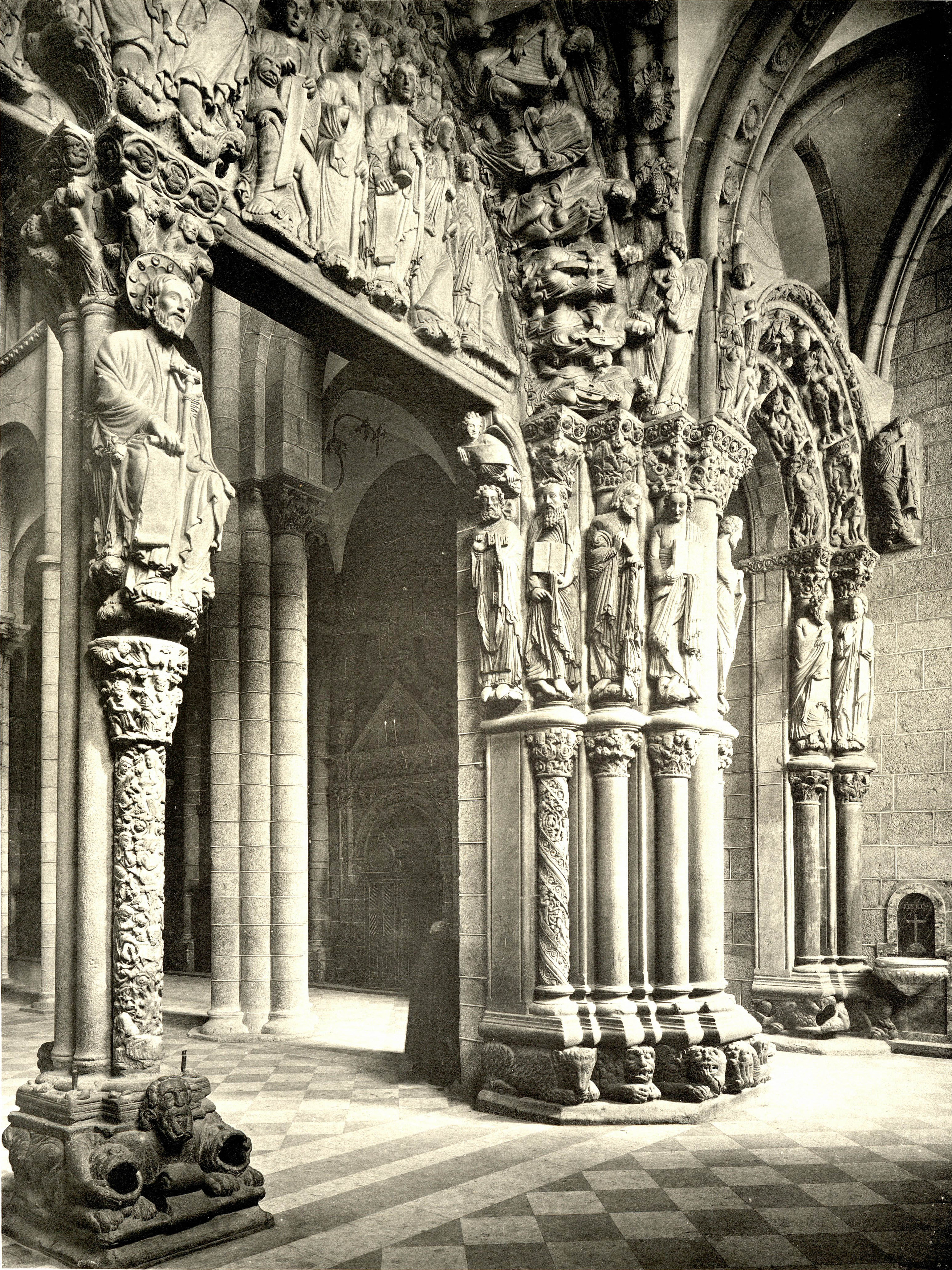
Pórtico de la Gloria, Collotype 1889

De Kathedraal van Santiago de Compostella is de hoofdkerk van het aartsbisdom Santiago de Compostella. Zij staat aan het plein Plaza del Obradoiro in Santiago de Compostella, in het noordwesten van Spanje. De kathedraal heeft de vorm van een kruiskerk. Zij werd vanaf 1077 onder Alfonso VI van Castilië gebouwd op de resten van een eerdere kerk uit 800.
Volgens een legende zou het graf van de apostel Jakobus, een van de discipelen van Jezus, zich hier bevinden. Zijn stoffelijk overschot zou, nadat hij in Palestina was onthoofd, in een stenen boot zijn gelegd waarin twee van zijn discipelen meereisden. De boot bereikte vanzelf de Galicische kust, waarna het dode lichaam werd begraven aan de berg Libredón. Over het graf verrees een machtige basiliek.
De kathedraal is sinds 1985 opgenomen op de werelderfgoedlijst van UNESCO. De kathedraal is afgebeeld op de Spaanse munten van 1, 2 en 5 cent.

## Omschrijving
De kathedraal is 97 m lang en 22 m hoog. Het zuidportaal is in romaanse stijl, het westportaal is barok en de noordkant neoclassicistisch en het heeft een gotische kloostergang.
De Botafumeiro is een circa 1,50 m groot, 53 kilo zwaar, wierookvat gemaakt door de goudsmid José Losada in 1851. Hij wordt op hoogtijdagen door het dwarsschip heen en weer gezwaaid aan touwen die onder de viering zijn opgehangen. Het is een beroemde toeristische attractie.
In november 2020 werd bekend gemaakt dat in een van de pilaren een mogelijk zelfportret van een van de steenhouwers is aangetroffen. Het mannenfiguurtje is op een hoogte van circa 13 meter uitgehouwen in een van de 12e-eeuwse pilaren.
Interessant zijn onder meer:
- Schip
- Crypte
- Pórtico de la Gloria uit de 12e eeuw, met veel beeldhouwwerk

|  |